# Indiana Jones and the Last Crusade: The Graphic Adventure
Indiana Jones and the Last Crusade: The Graphic Adventure är ett datorspel som släpptes av LucasArts 1989. Spelet är ett äventyrsspel och använder programspråket SCUMM.
Spelet är ett av tre spel med liknande namn som släpptes i samband med filmen Indiana Jones och det sista korståget.
Spelet innehåller både inslag av pussel och action (bland annat slagsmål där man boxas med nazister).

## Mottagande
Tidningen Computer and Video Games berömde grafiken, ljudet och spelbarheten, och gav PC-versionen 91% i betyg. Datormagazin ansåg att spelet var ett ytterst välgjort och omväxlande ikonäventyr med vissa arkadinslag, och gav spelet 8/10 i betyg.